# Julianna
Julianna est un prénom hongrois féminin.

## Équivalents
- Julienne

## Personnalités portant ce prénom
- Julianna Baggott (1969-), romancière, essayiste et poète américaine.
- Julianna Guill (1987-), actrice américaine.
- Julianna Margulies (1966-), actrice américaine.
- Julianna Peña (1989-), pratiquante d'arts martiaux mixtes (MMA) américaine.
- Julianna Rose Mauriello (1991-), actrice américaine.